# Астрапія принцесова
Астрапія принцесова (Astrapia stephaniae) — вид горобцеподібних птахів родини дивоптахових (Paradisaeidae).

## Назва
Вид названий на честь бельгійської принцеси Стефанії, доньки короля Бельгії Леопольда II та австрійської ерцгерцогині Марії Генрієтти, дружини кронпринца Австро-Угорщини Рудольфа.

## Поширення
Ендемік гірський районів центральної та східної частини Папуа Нової Гвінеї.

## Опис
Довжина тіла самців до 37 см, хвіст завдовжки до 87 см; довжина тіла (без урахування хвоста) самиці — до 53 см. Самці мають чорне забарвлення з синьо-зеленою з райдужним відливом головою. У хвості є два дуже довгих чорно-пурпурових пера. Колір голови самиць синьо-чорний, тулуба — темно-коричневий, а черево — коричневе з темними смугами.